# Sophie Boilley
Sophie Boilley (18 december 1989) is een Franse biatlete.

## Carrière
Boilley maakte haar wereldbekerdebuut in december 2008 in Hochfilzen. In december 2010 scoorde ze in Östersund haar eerste wereldbekerpunten, drie maanden later behaalde ze in Presque Isle haar eerste twee toptienklasseringen. Tijdens de wereldkampioenschappen biatlon 2011 in Chanty-Mansiejsk was haar beste resultaat de vierendertigste plaats op de sprint, samen met Anaïs Bescond, Marie-Laure Brunet en Marie Dorin veroverde ze de bronzen medaille op de 4x6 kilometer estafette. Na de diskwalificatie van Oekraïne, vanwege een positieve dopingtest van Oksana Chvostenko, schoof het Franse team op naar het zilver.

## Resultaten

### Wereldkampioenschappen
| Jaar | Plaats           | Resultaten                                                                             |
| ---- | ---------------- | -------------------------------------------------------------------------------------- |
| 2011 | Chanty-Mansiejsk | 50e 15 km individueel · 34e 7,5 km sprint · 39e 10 km achtervolging · 4x6 km estafette |

### Wereldbeker
Eindklasseringen
| Seizoen   | Algemeen | Individueel | Sprint | Achtervolging | Massastart |
| --------- | -------- | ----------- | ------ | ------------- | ---------- |
| 2010/2011 | 40e      |             |        |               |            |